# Marietta Bonfanti
Marietta Bonfanti   (Milà, 16 de febrer de 1845 - Nova York, 25 de gener de 1921) va ser una ballarina de ballet del segle xix.
El seu debut de la ciutat de Nova York, al "Niblo's Garden" el dilluns 10 de setembre de 1866. Després va ser la primera ballarina a The Black Crook al mateix teatre, que es va estrenar dos dies després. Va aparèixer a Sylvia de Léo Delibes a la sala de concerts Metropolitan Alcazar el 15 de juliol de 1882. L'agost de 1901, Bonfanti va actuar amb Rita Sangalli al Metropolitan Opera House, durant la temporada inaugural de ballet al recinte de la ciutat de Nova York. El seu talent per a la dansa expressionista i la seva vida privada es va abastar àmpliament des de mitjan anys 1860 fins a principis del segle xx.
Entre els seus estudiants (per un curt període) hi havia Ruth Saint Denis i Isadora Duncan.
Bonfanti va néixer a Itàlia. Va estar casada amb George Hoffman, el pare del qual George I. Hoffman, va ser demandat per Jay Cooke, McCullough & Co., al Tribunal Suprem de Nova York a Brooklyn, Nova York, el desembre de 1876. El procediment judicial va tractar un préstec de 3.300 dòlars. feta a la jove Hoffman pel seu pare.